# Буковина (стадион)
Спортивно-оздоровительное учреждение «Буковина» — стадион в Черновцах. Домашняя арена футбольной команды «Буковина». Директор стадиона — Игорь Наболотний.

## История

### Предыстория
Стадион был построен на базе послевоенного стадиона «Динамо», который был представлен одноимённим клуб (до 1940 года стадион принадлежал румынскому клубу «Драгош Воде», такое же название имел собственно и сам стадион). Строительство начали в 1956-м, и в том же году он и заработал, а в 1957-м на территории начал функционировать бассейн. К строительству присоединились фабрики, школы, было проведено немало «субботников».
В 1967-м стадион глобально реконструировали (построили практически заново), и поэтому во многих справочниках этот год обозначают как год строительства и официального открытия. В честь годовщины этого открытия, в 1968 году был проведен товарищеский матч в котором встретились местная «Буковина» и действующий чемпион СССР киевское «Динамо».

### Современная история
Стадион находится в центре города, недалеко от Парка культуры и отдыха имени Тараса Шевченко. В 2000 году на стадионе были установлены индивидуальные пластиковые сидения, из-за чего вместимость сооружения уменьшилась с 17 000 до 12 000 мест.
На территории СОУ «Буковина» находятся также мини-футбольная площадка с искусственным покрытием, на которой происходят любительские соревнования, в частности, чемпионат Черновцов по мини-футболу, первенство различных учебных заведений области, а также площадка для игры в пляжный волейбол и теннисный корт. Продолжается строительство гандбольной площадки.
В 2015 году на стадионе провели реконструкцию табло вместо электронного 15 × 10, вмонтировали цифровое информационное. А в 2016 году частично провели реконструкцию административных и подтрибунных помещений стадиона.
В 2024 году на стадионе капитально отремонтировали центральный фасад и его подтрибунные помещения (уборные, фуд-корт, открыли фан-магазин), раздевалки, помещения для арбитров, комнаты для допинг-тестов и исправили другие косметические проблемы. Также установили новое современное табло: стоимостью 2 миллиона гривен, новый тренерский мостик (скамейка запасных), продолжается ремонт трибун. Планируется установка подогрева поля, замена освещения и обеспечение работы (процедуры использования) системы VAR.

### Прежние названия
- 1956—1960: «Динамо»
- 1960—1965: «Авангард»
- 1965—н. в.: «Буковина»

## События

### Спортивные
На стадионе «Буковина» проходят матчи чемпионата Украины и кубка Украины, а также матчи ветеранского чемпионата, детско-юношеские турниры и финалы суперкубка и кубка Черновицкой области.
Первый официальный матч с участием команды «Буковина» («Авангард») в УССР:
- Чемпионат УССР (КФК) 22 июня 1958 года: «Авангард» (Черновцы) — «Авангард[укр.]» (Коломыя) (7:0) (Этот матч считается первым в истории клуба[5])
- Кубок УССР июль 1958 года: «Авангард» (Черновцы) — «Химик» (Калуш) (4:2)

Первый официальный матч с участием команды «Буковина» («Авангард») под эгидой ФФСССР:
- Чемпионат СССР 24 апреля 1960 года: «Авангард» (Черновцы) — «Судостроитель» (Николаев) (1:1)
- Кубок СССР 9 мая 1963 года: «Авангард» (Черновцы) — СКА (Киев) (0:2)

Первый официальный матч с участием команды «Буковина» под эгидой ФФУ:
- Кубок Украины 2 марта 1992 года: «Буковина» (Черновцы) — «Днепр» (Днепропетровск) (1:2)
- Чемпионат Украины 7 марта 1992 года: «Буковина» (Черновцы) — «Нива» (Тернополь) (2:1)

Международные товарищеские матчи:
- 30 июля 1989 года:  «Буковина» (Черновцы) —  «Ипсвич Таун» (Ипсуич) (1:1)
- 9 июля 2006 года:  «Буковина» (Черновцы) —  «Локомотив» (Бельцы) (5:1)
- июль 2010 года:  «Буковина» (Черновцы) —  «Зимбру» (Кишинёв) (3:2)

### Музыкальные
24 сентября 1989 года на стадионе «Буковина» состоялся заключительный концерт первого музыкального фестиваля «Червона Рута», а через 20 лет, 20 сентября 2009 года, на этом же месте состоялся праздничный концерт и объявление победителей XX юбилейного фестиваля «Червона Рута-2009». Во время концерта на стадионе пребывал Президент Украины Виктор Ющенко.
22 мая 2013 года на стадионе состоялся концерт украинской рок-группы Океан Ельзи. 2 октября 2016 года снова состоялся концерт рок-группы Святослава Вакарчука, а 28 мая 2017 года Океан Ельзи в третий раз выступил на этом стадионе.

## Галерея

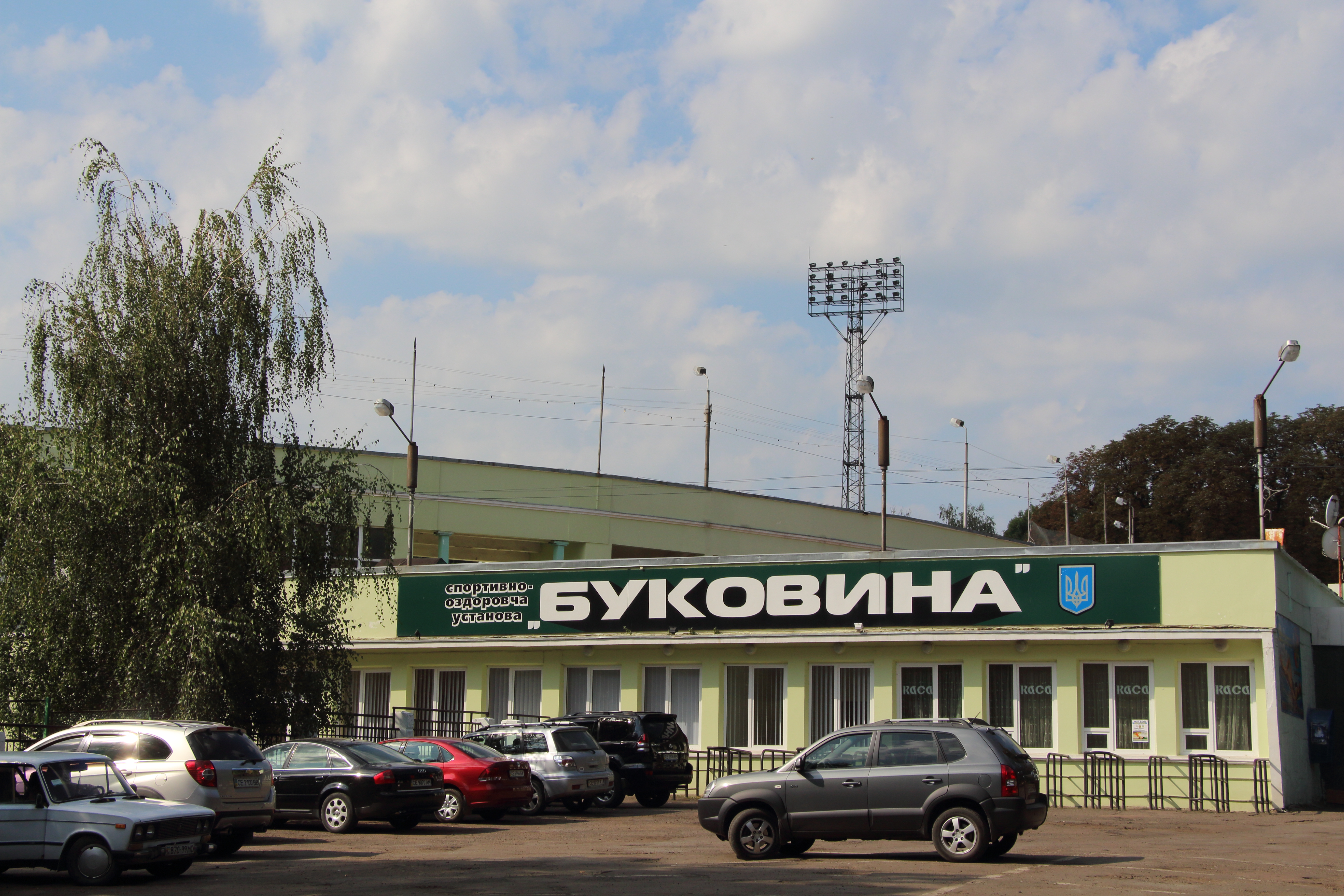
Кассы стадиона
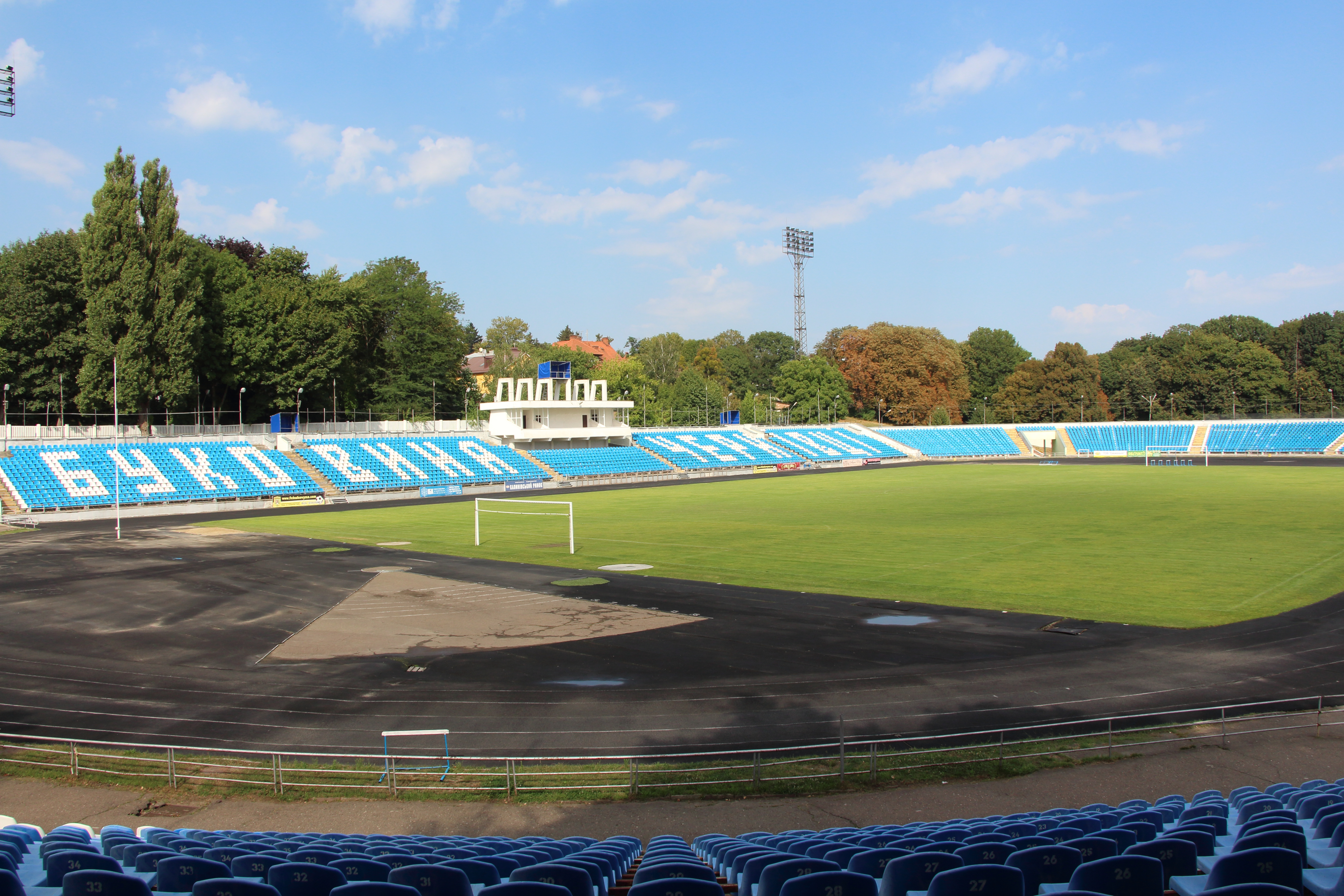
Панорама стадиона
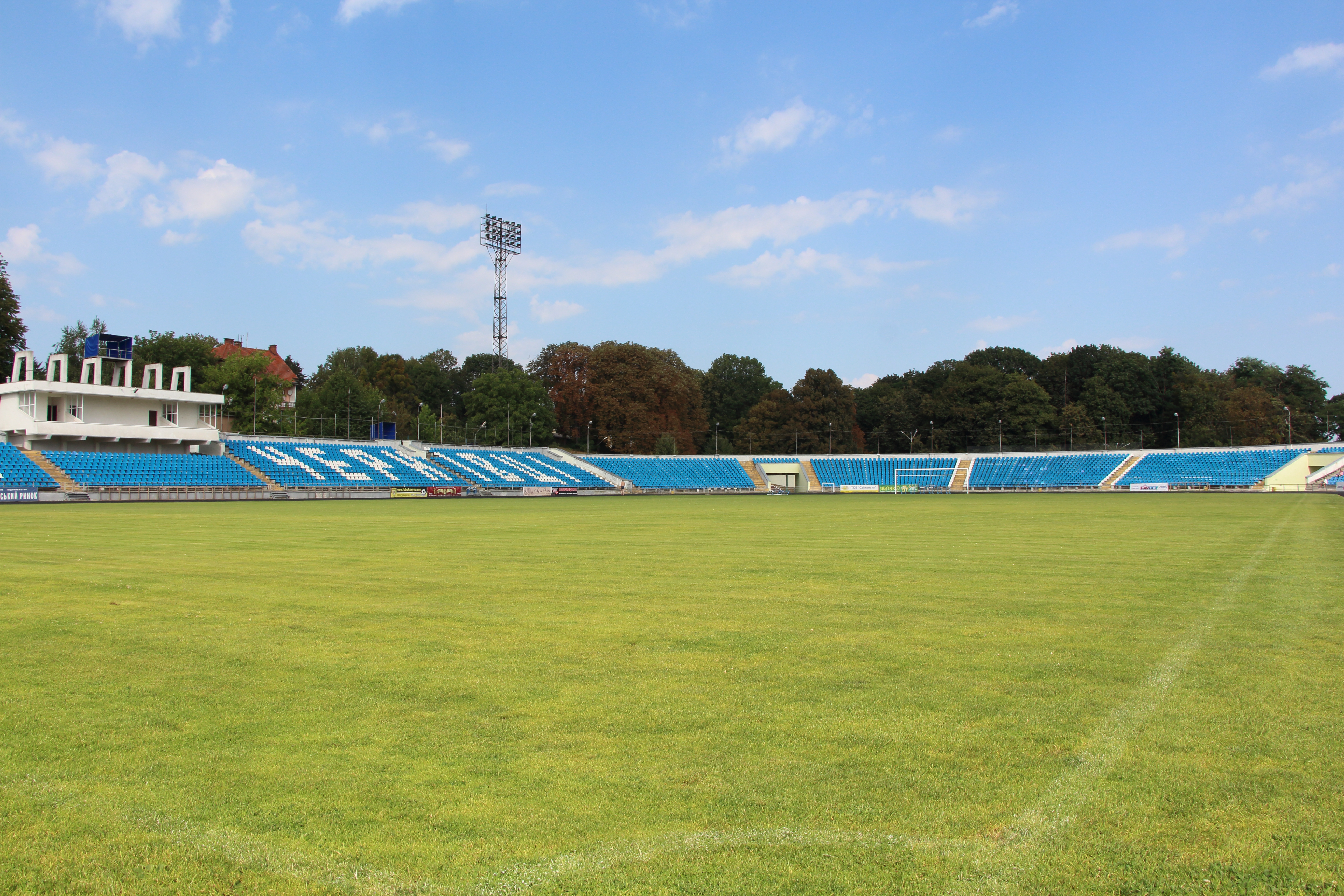
Панорама футбольного газона (2013 год)
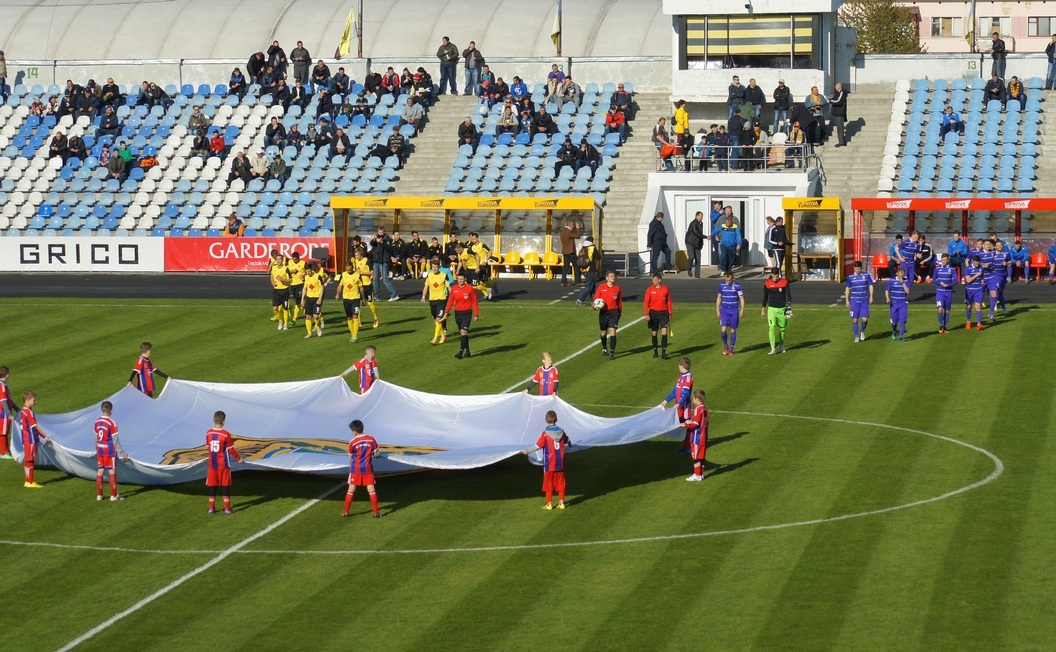
Выход команд из подтрибунных помещений
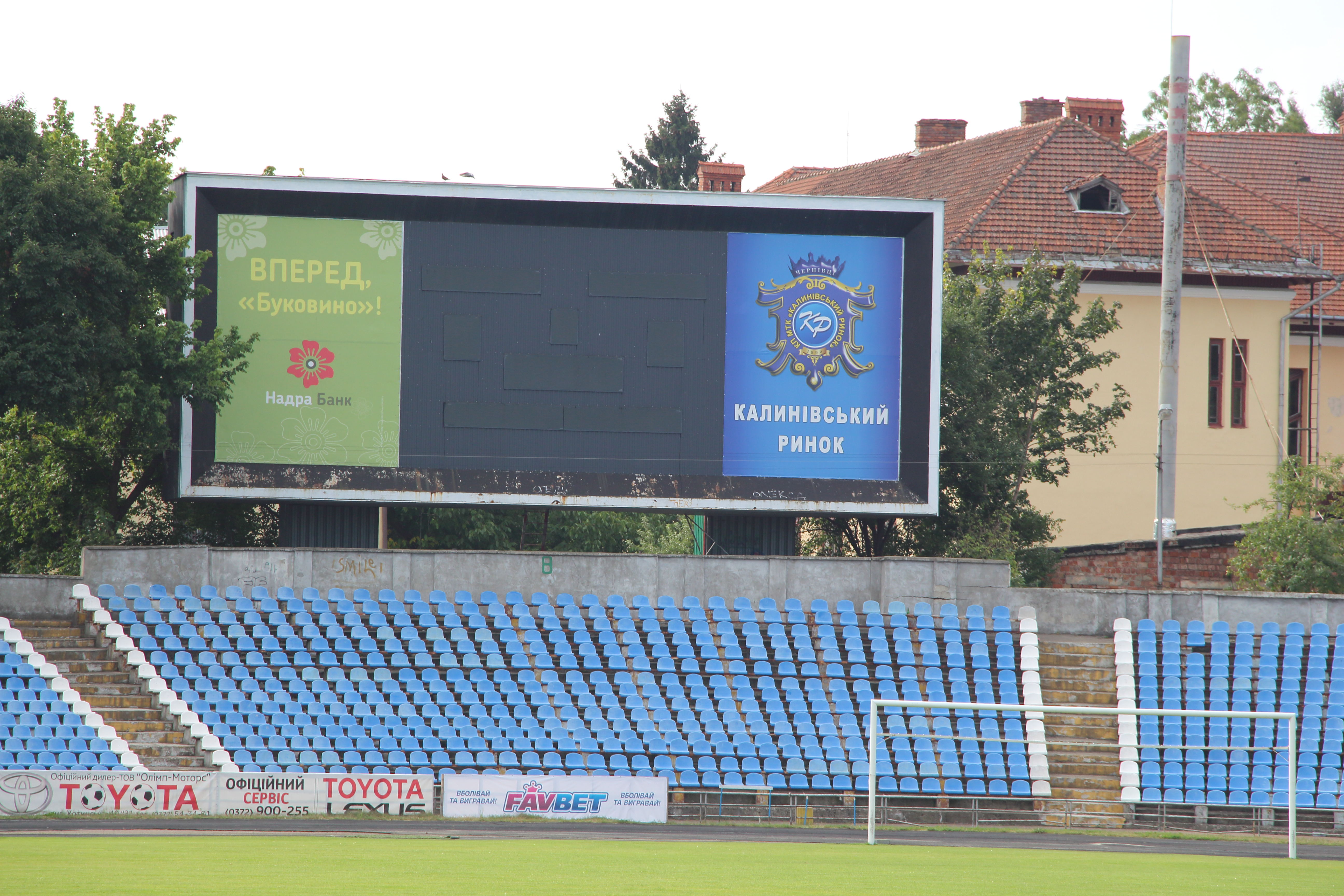
Электронное табло (до 2015 года)
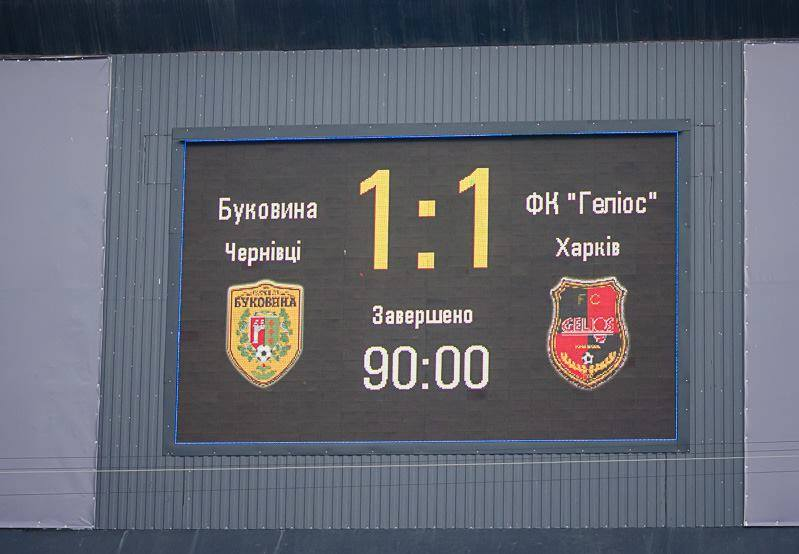
Цифровое информационное табло (с 2015 по 2023 год)
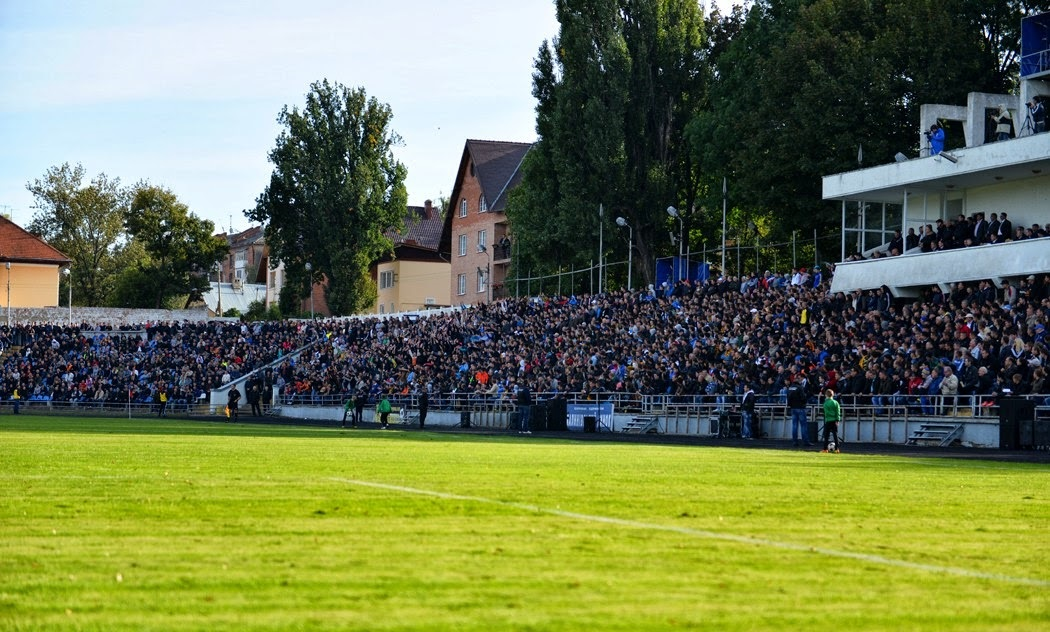
Заполненные трибуны стадиона (Западная сторона)
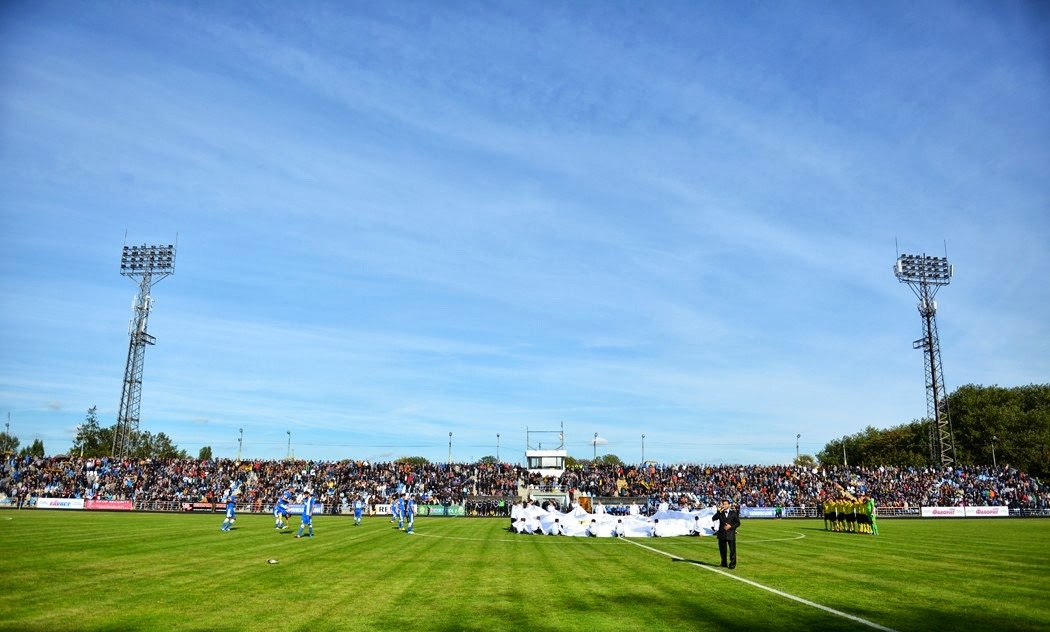
Заполненные трибуны стадиона (Восточная сторона)